# Florencio Varela (escritor)
Florencio Varela (Buenos Aires, Virreinato del Río de la Plata, 23 de febrero de 1808 - Montevideo, Uruguay, 20 de marzo de 1848) fue un escritor, periodista, político y educador argentino. En su juventud fue poeta, se le atribuyen varias composiciones y una obra dramática. Se desempeñó como diplomático a favor de los intereses unitarios en el exilio luchando contra el gobierno de Juan Manuel de Rosas. Fue miembro de la Asociación de Mayo formada por la generación del 37. Era hermano del poeta Juan Cruz Varela y su hijo Luis Vicente Varela llegó a ser juez de la Corte Suprema de Justicia de Argentina.

## Juventud e inicios
Fue el sexto hijo de Jacobo Adrián Varela y de María de la Encarnación Sanjinés. Desde niño mostró su inclinación por el arte literario y la poesía.
En 1818 entró en el Colegio de Ciencias donde estudió el primer año de latinidad, cursó después dos años de la Facultad de Matemática, dos años de Filosofía y uno de Jurisprudencia en el mismo colegio del cual salió en 1823.
El 15 de agosto de 1827 se graduó de doctor en la Facultad mayor de Jurisprudencia, con el grado de gracia que la Universidad acordaba cada año por premio al candidato que más se distinguiese en las pruebas literarias. Contaba 21 años.

## Política
Enrolado en el Partido Unitario se vio obligado a emigrar a Montevideo en 1829, poco después de la derrota de General Lavalle. En Montevideo contrajo matrimonio con Justa Cané, con quien había quedado comprometido antes de su expatriación. Esta unión fue feliz y trajo una descendencia de 13 hijos. Según su autobiografía fue un casamiento por poder en Buenos Aires, siendo Miguel Antonio Berro el encargado de ello, ratificando la unión ante un "teniente cura" en Montevideo, 15 días después al arribar la novia. ()
Instalado en Montevideo continuó perfeccionando sus conocimientos en Jurisprudencia y Ciencias Políticas y Morales. Aún conservaba para este entonces su gusto por la lírica y la literatura. Algunos de sus poemas de estilo neoclásico (muy influido por las composiciones de su hermano Juan Cruz Varela) fueron publicados en El Parnaso Oriental, la recopilación de poetas orientales o al menos residentes en ese territorio, que hizo el argentino Luciano Lira. Al llegar a los veintiocho años se inclinó al campo político y jurídico. Sus composiciones literarias se convirtieron en crónicas que trataban las cuestiones relacionadas con la situación política del Río de la Plata y el poder de Juan Manuel de Rosas. Sus escritos le valieron la contra de las mayorías populares que apoyaban a Rosas.
Dentro del núcleo de los emigrados unitario en Montevideo Varela fue uno de los hombres de mayor talento. Desde que Lavalle se puso en campaña para derrocar a Rosas, él era el hombre de pensamiento y de acción de la Comisión Argentina, cuyo encargo principal era proveer de recursos al ejército unitario.
En 1841 viajó a Brasil, por recomendación médica, debido a una afección pulmonar.
Estando en Río de Janeiro recopiló los elementos necesarios para escribir su obra, la historia de su país. Consultó la Biblioteca Pública de aquella ciudad, donde halló y extractó documentos invalorables sobre la historia política de estas regiones. Esta tarea le demandó cinco meses.
Varela regresó a Montevideo el 16 de febrero de 1842. El ejército de la Confederación Argentina y los partidarios del presidente oriental depuesto, Manuel Oribe habían sitiado a esta ciudad. Varela junto a los exiliados unitarios y los inmigrantes ingleses y franceses se atrincheraron en la capital uruguaya.
En 1843 fue enviado a Inglaterra por el gobierno colorado de Montevideo en carácter no oficial pero con la misión especial de que el Gobierno británico tomara parte en los negocios del Plata mediante la invasión por medio de una flota. Misión que desempeñó sin conseguir el resultado que se esperaba.
Dos años después, Inglaterra, en defensa de sus intereses, invadió el Río de la Plata, lo que fue festejado por Varela.
Florencio Varela dejó por escrito su entusiasmo con la llegada de la flota anglo-francesa y propició la separación de la Confederación Argentina de Paraguay, Uruguay y la creación de una república mesopotámica con la unión de Entre Ríos y Corrientes.
Durante su permanencia en Europa, Varela visitó los monumentos, palacios, museos, arsenales y especialmente los establecimientos fabriles de Inglaterra. De este país pasó a Francia, y residió algunas semanas en París. Allí se entrevistó con Alphonse Thiers, entonces jefe de la oposición. Logró que la Cámara francesa se ocupara de la cuestiones del Plata. En la sesión del 5 de enero de 1850, lo recordó de este modo:
El señor Varela, a quien todos hemos conocido, es uno de los hombres más eminentes que es posible encontrar en cualquier parte del mundo.
También en París se entrevistó con José de San Martín, a quién le atribuyó en su diario de viaje fuertes sentimientos antirrosistas, que sin embargo contrastan vivamente con lo expresado por el mismo San Martín, quien felicitó a Rosas por la defensa del territorio nacional durante la Guerra del Paraná en los episodios de La Vuelta de Obligado. San Martín defendió la política externa de Rosas, a quien por la cláusula 3.ª del testamento suscripto el 23 de enero de 1844, le legó el sable corvo libertador.
De regreso a Montevideo, Varela fue asesinado, recibiendo una puñalada por la espalda, en el momento de llegar a su casa. Fue su asesino Andrés Cabrera quien años más tarde fue juzgado y declaró haber sido enviado por el ejército sitiador. La muerte de Varela fue un duelo para los unitarios entre quienes se vivió como una calamidad política.
La inscripción en su lápida hecha por otro miembro de la generación del 37:

En la lápida de Florencio Varela, asesinado por orden de Manuel Oribe en la noche del 20 de marzo de 1848.

Muerto a la libertad, nació a la historia,

Y es su sepulcro templo de su gloria.

José Mármol

No todos sus familiares retornaron a la Argentina después del fin de la Guerra Grande en 1852, su hermano Jacobo permaneció en Uruguay y fue el padre de José Pedro Varela, el reformador de la escuela uruguaya.

## Obras y colaboraciones
Colaboró en el Arriero Argentino, El Iniciador, El Nacional, El Parnaso Oriental y Revista Oficial.
Fundó en 1845 el periódico El Comercio del Plata, y además publicó la Biblioteca del Comercio del Plata, muy importante por los documentos históricos que contiene.
Publicó además: Sobre la Convención del 29 de octubre de 1840 (Montevideo, 1840), Sucesos del Río de la Plata (Montevideo, 1843), La Situación Actual (Montevideo, 1845), Tratados de los Estados del Río de la Plata y Constituciones de las Repúblicas Sudamericanas (Montevideo, 1847-48), El Día de Mayo (Montevideo, 1820), Autobiografía (1848) y Rosas y su gobierno.
En 1859 se publicaron sus Escritos Políticos, Económicos y Literarios. Con motivo de su muerte se escribieron varias biografías y noticias sobre su persona, al igual que trabajos políticos y literarios entre los cuales se distinguieron los de Luis L. Domínguez y José Mármol.
En 1974 y 1975 la Revista Histórica del Museo Histórico del Uruguay publicó el Diario de viaje a Inglaterra y Francia en 1843 y 1844, que había permanecido inédito hasta ese momento en que el historiador Félix Weinberg lo editó con un valioso estudio introductorio.
Como tributo de respeto a su memoria, su retrato figuró en una emisión de billetes del Banco Nacional de Buenos Aires.

## Personalidad e ideología de Florencio Varela

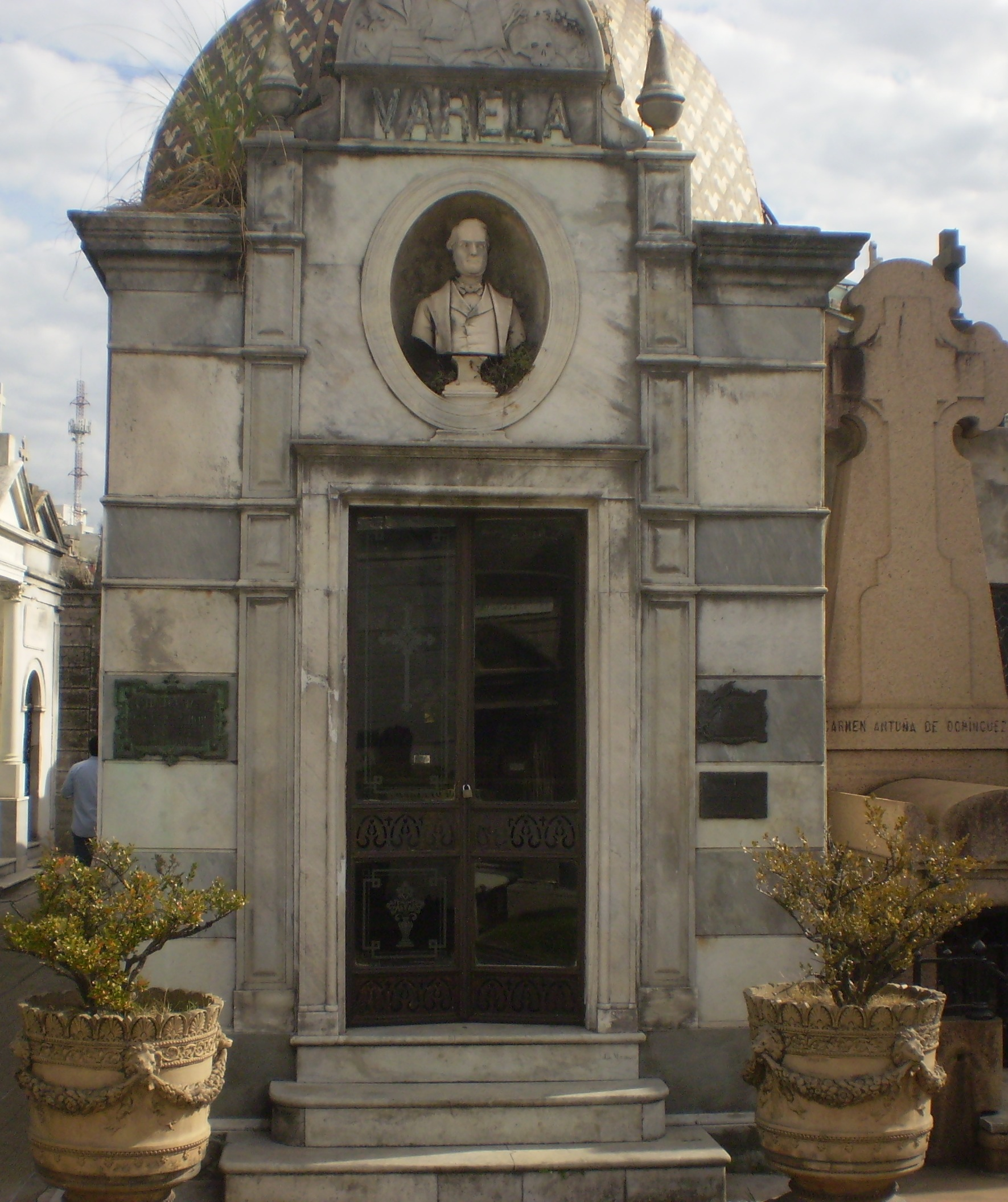
Florencio Varela, su tumba en el cementerio de la Recoleta.

Para comprender sus ideas basta recordar estas palabras suyas estampadas en las columnas del Comercio del Plata:
... «hombres de opiniones extremas, que abdican el juicio en manos de la pasión, son los enemigos más eficaces de su propia causa»...
Estos pensamientos los estampó Florencio Varela en una época en que el gobierno de Buenos Aires en manos de Juan Manuel de Rosas disputaba --a la vez que comerciaba-- con Francia e Inglaterra.
Varela pensaba que:
«Si las revoluciones son un derecho y a veces hasta un deber, el asesinato es siempre un crimen»...
Sus medios en el arte político estaban en la propaganda, en la gravitación propia que ejercía sobre los demás hombres de la emigración.
Procuraba penetrar en el espíritu de su tiempo e inculcar en la opinión pública ideas civilizadoras, porque creía que en ellas reposa la fuerza de los gobiernos.
Sarmiento lo consideraba: la naturaleza más culta, el alma más depurada de todos los resabios americanos y el doctor José María Ramos Mejía dijo que: «Florencio Varela fue el político más genial y práctico que ha tenido Sudamérica».
No creía en la suerte ni en el fatalismo pero sí en la ley moral, en la lógica de las acciones humanas.
Su pluma fue rica y comprometida. Así se expresaba sobre la literatura en Hispanoamérica:
«Ninguna literatura americana pudo haber mientras duró la dominación de España; colonia ninguna puede tener una literatura propia»....